# タンブーラ (アフリカの弦楽器)

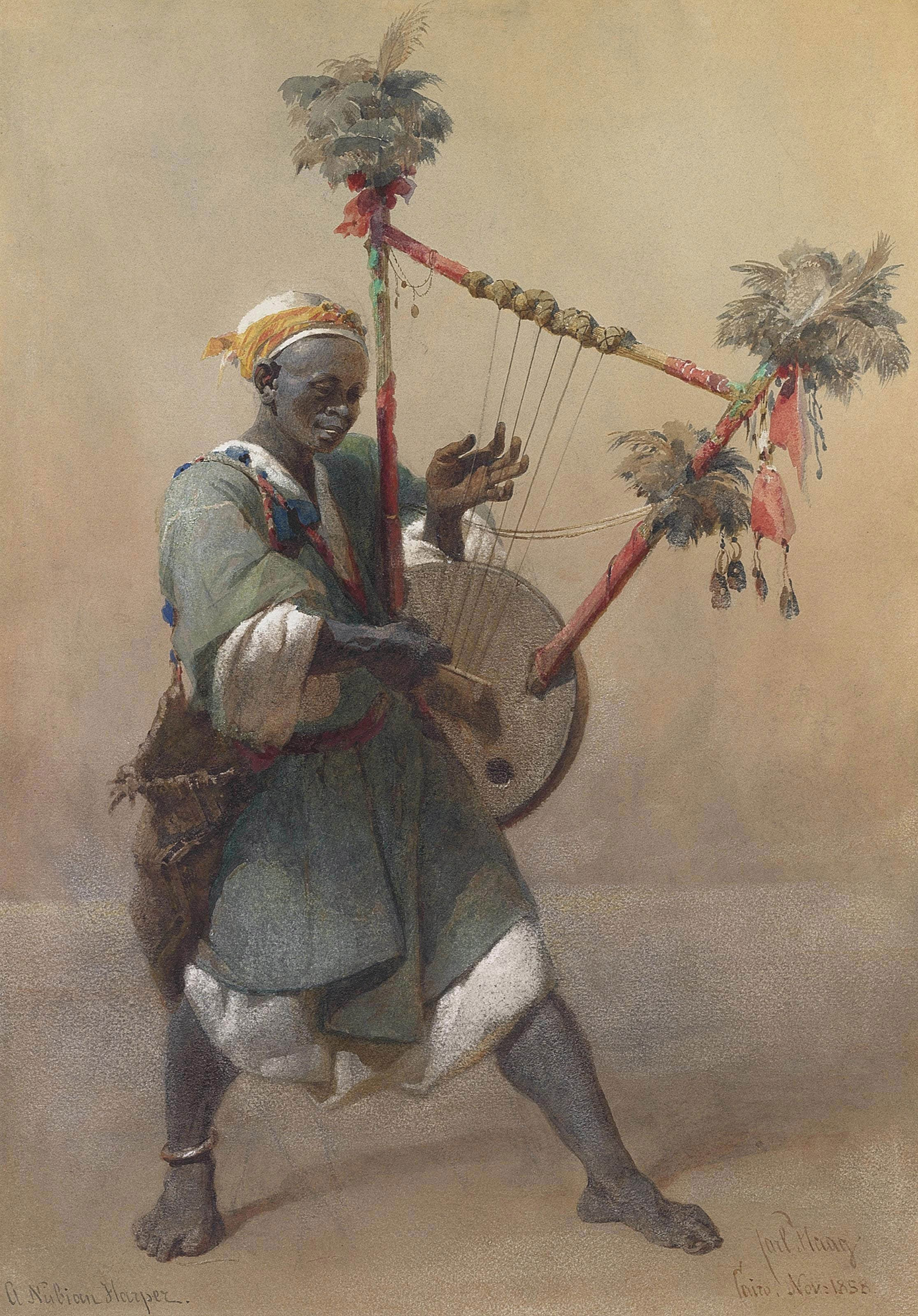
カイロのタンブラ、ヌビア人が演じる、1858年.

タンブーラ（tanbūra）または「 Kissar 」は、東アフリカのボウル・リラです。

## 解説
その名前は、ペルシア語のタンバーからアラビア語のタンバー( طنبورを経て) にطنبورrする、から。 
ただし、この用語は首の長いリュートを指す。
この楽器はおそらく上エジプトとヌビアのスーダンに由来し、ファン・アット・タンブラで使用されている。
ザール儀式でも重要な役割を果たす。 
民族音楽学者のクリスチャン・ポシェによると、この楽器はエジプト、スーダン、ジブチ、北イエメン、イラク南部、湾岸諸国」で演奏されてきた。